# Сальницька сільська рада (Калинівський район)
| Сальницька сільська рада — орган місцевого самоврядування у Калинівському районі Вінницької області з адміністративним центром у с. Сальник. Сільській раді підпорядковані населені пункти: - с. Сальник |

## Склад ради
Рада складається з 16 депутатів та голови.

## Керівний склад сільської ради
| ПІБ                   | Основні відомості                                                                  | Дата обрання | Дата звільнення |
| --------------------- | ---------------------------------------------------------------------------------- | ------------ | --------------- |
| Вовк Микола Захарович | Сільський голова, 1953 року народження, освіта, член Соціалістичної партії України | 26.03.2006   | 31.10.2010      |
| Вовк Микола Захарович | Сільський голова, 1953 року народження, освіта вища                                | 31.10.2010   |                 |

Примітка: таблиця складена за даними джерела